# 莫尔纳斯
莫尔纳斯（法語：Mornas，法語發音：[mɔʁnas]）是法国普罗旺斯-阿尔卑斯-蓝色海岸大区沃克吕兹省的一个市镇，属于阿维尼翁区。

## 地名
该地名“Mornas”发音为[mɔʁnas]，字母“s”发音，《世界地名翻译大辞典》与《世界地名译名词典》将其误译作“莫尔纳”。

## 地理
莫尔纳斯（44°12'9"N, 4°43'41"E）面积26.09 平方千米，位于法国普罗旺斯-阿尔卑斯-蓝色海岸大区沃克吕兹省，该省份为法国东南部内陆省份，北起德龙省，西北接阿尔代什省，西接加尔省，南至罗讷河口省，东南角与瓦尔省接壤，东临上普罗旺斯阿尔卑斯省。
与莫尔纳斯接壤的市镇（或旧市镇、城区）包括：圣艾蒂安德索尔、韦内让、蒙德拉贡、皮奥朗克、于绍。
莫尔纳斯的时区为UTC+01:00、UTC+02:00（夏令时）。

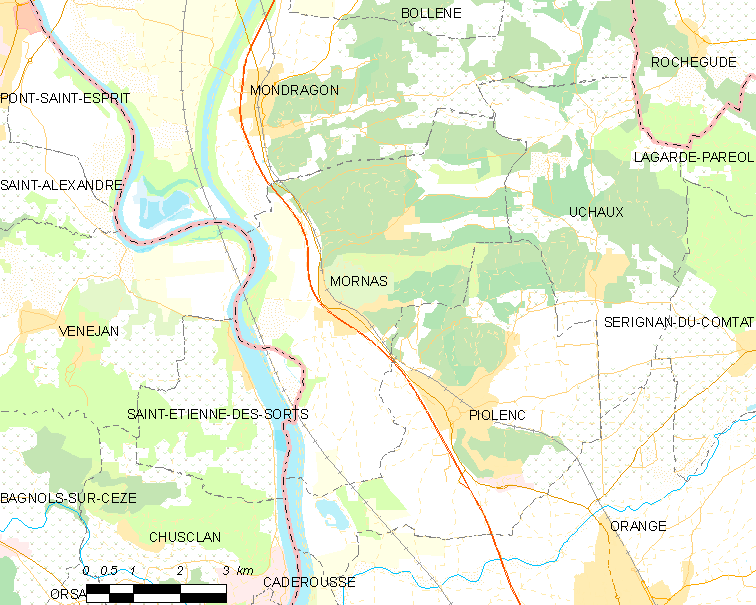
莫尔纳斯的OSM定位图

## 行政
莫尔纳斯的邮政编码为84550，INSEE市镇编码为84083。

## 政治
莫尔纳斯所属的省级选区为博莱讷县。

## 人口

1962-2008年间莫尔纳斯人口变化图示

莫尔纳斯于2022年1月1日时的人口数量为2530人。